# Szalai Pál (tisztségviselő)
Szalai Pál (egyes forrásokban Szalay, 1956 után az USA-ban nevét Paul Sterlingre változtatta) Budapest, 1915. szeptember 3. – Los Angeles, 1994. január 16.) könyvkereskedő, 1944–45-ben a Nyilaskeresztes Párt rendőrségi összekötője. Raoul Wallenberg titkos segítője lett, megszervezte a budapesti gettó fegyveres, rendőrségi védelmét. 2008. június 24-én, posztumusz a Világ Igaza kitüntetést és a Bátorság érdemjelet kapta.

## Nyilas ifjúsági vezető
Korábban nyilas ifjúsági vezető volt, 1937-ben a nyilasper egyik vádlottjaként együtt ítélték el Szálasi Ferenccel, de csakhamar kiábrándult a mozgalomból, és szakított a hungaristákkal. 1944. október 16-án Szálasi visszahívta, vezető pozícióba került a nyilas hatalomátvétel után. Mint a Nyilaskeresztes Párt rendőrségi összekötője bekapcsolódott Raoul Wallenberg zsidómentő tevékenységébe.

## A Wallenberg-kapcsolat
A gettók megmentésében jutott lényeges, sőt talán döntő szerephez Szalai Pál. Ekkor már nem utolsósorban az ukrán frontot megjárt, a háborútól megviselt iskolatársa és gyerekkori barátja, Szabó Károly hatására az a tudatos szándék vezette, hogy megpróbálja a nyilasok szélsőséges tevékenységét akadályozni.
Szabó mint írógépműszerész dolgozott a svéd követségnek. Dr. Fleischmann Ottó orvos-pszichológus a követségen meggyőzte, hogy vegyen részt az üldözöttek mentésében. Megszervezett egy Wallenberg–Szalai találkozót. Szalai kérte Wallenberget: ha bármiféle nyilas visszaélésről tudomást szerez, akkor azt közölje vele, és ő lehetőség szerint meggátolja azt. Ennek az együttműködésnek köszönhetően Szalai több sikeres mentőakciót hajtott végre.
A „Svéd Királyi Követség oltalma alatt álló” épületekben közel 15 000 lakó talált védelmet, a gyakran önkényesen is öldöklő nyilasok elől. 1945 januárjában Szalai elérte, hogy a német parancsnok, Gerhard Schmidhuber őröket rendeljen ki a gettóhoz és ezzel megakadályozzon egy feltételezett pogromot. Két nappal később a szovjetek elérték a két budapesti gettót is. A gettó megmentésének állítólagos történetét számos történész vitatta (Sipos Péter, Karsai László), Mihályi Balázs pedig részletesen cáfolta a legendát.

## 1945 után
Nyilas múltja miatt Szalai kétszer került bíróság elé. Többek között Rózsahegyi Kálmán és más megmentettek is tanúskodtak az érdekében.
Domonkos István mondta róla egy 2004-es interjúban: „A háború után kétszer is megpróbáltak ellene eljárást indítani, de meg lehetett védeni. Dokumentumok voltak arról, hogy milyen módon segített, nem is ítélte el a Népbíróság.”

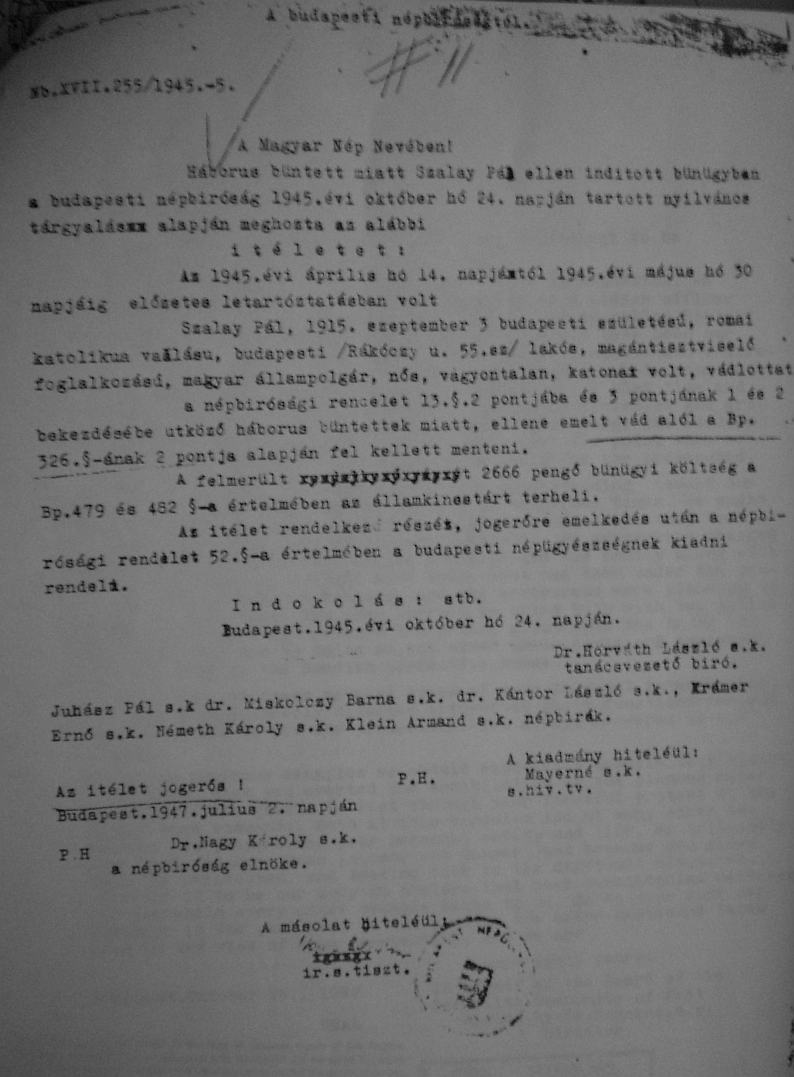
A budapesti népbíróság felmentő ítélete, 1947. július 2.
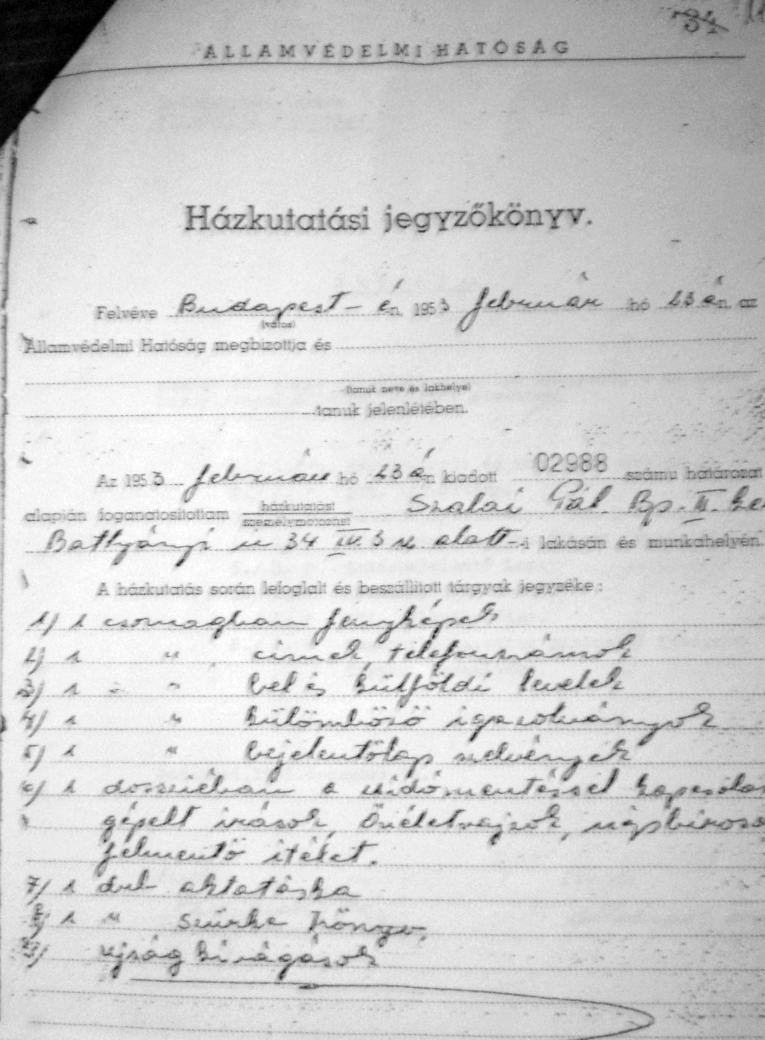
Az Államvédelmi Hatóság házkutatási jegyzőkönyve, 1953. február 23.

### Wallenberg-ügy koncepciós pere 1953-ban
Az alábbi tények és dokumentumok csak az 1990-es években, Ember Mária, a Magyar Nemzet újságírója kutatásának nyomán kerültek nyilvánosságra.
1953 elején Budapesten Raoul Wallenberg halálával kapcsolatos koncepciós pert terveztek.
1945. január 12-én, Wallenberg utolsó budapesti estéjén a három vacsoravendége a svéd követségen, a Gyopár utcában dr. Fleischmann Ottó, Szabó Károly és Szalai Pál voltak. Másnap, 1945. január 13-án Wallenberg szovjet fogságba esett.
A koncepció 1953-ban a következő volt: Wallenberg gyilkosai az 1944-es Zsidó Tanács tagjai közt, Budapesten keresendők, nem a Szovjetunióban. Ezért dr. Benedek Lászlót, Stöckler Lajost, Domonkos Miksát, Szalai Pált és Szabó Károlyt az ÁVH letartóztatta.
Sztálin halálát követően a kirakatperben fogvatartott személyeket elengedték, de az iratokat titkosították. Domonkos Miksa nem élte túl, szabadlábon belehalt az elszenvedett kínzásokba.
Domonkos István a már említett interjúban ezt mondta: „Szalai Pált 1952 nyarán a háza elől vitték be az ávóra. Mindenféle kínzásokkal rávették egy olyan vallomásra, hogy látta, amikor zsidó vezetők, köztük Domonkos Miksa meggyilkolták Raoul Wallenberget a pénzéért. Amikor megvolt ez a vallomás, akkor lefogták a zsidó vezetőket.”
Faludy György regényében az ávós őrnagy beszéde jellemzi az 1953. szeptemberi szabadon bocsátások légkörét: „A Magyar Népköztársaság nevében bocsánatot kérek öntől azért az igazságtalanságért, jogtalanságért és méltatlanságért, melyet el kellett szenvednie. …figyelmeztetett, hogy a törvény hatévi fegyházbüntetést ír elő, amennyiben rabságunk körülményeiről, helyéről, okairól akár bármit is elárultunk. Azzal a jó tanáccsal szolgálhat, hogy a kérdezősködőket jelentsük fel, közvetlen hozzátartozóinknak pedig mondjuk, hogy tanulmányúton voltunk a Szovjetunióban.”

## Kivándorlása
Szalai 1956 után az USA-ban telepedett le. Nevét Paul Sterlingre változtatta. Kaliforniában élt 1994-ig, haláláig.

## Dokumentumok, kutatás
1990 után Szalai Magyarországon kapcsolatba lépett a Magyar Nemzet újságírójával, Ember Máriával, aki az 1953-as Wallenberg-féle koncepciós perrel kapcsolatos kutatásokat végzett, könyvet írt a témáról.
Szekeres József nyugalmazott főlevéltáros kutatta fel újra az általa „magyar Schindlernek” nevezett Szalai Pálról szóló dokumentumokat és történeteket, amelyeket 1997-ben „A pesti gettók 1945 januári megmentése” című könyvében foglalt össze.